# Tour de Romandía 2022
La 75.ª edición de la Tour de Romandía fue una carrera de ciclismo en ruta por etapas que se celebró entre el 26 de abril y el 1 de mayo de 2022 en Suiza con inicio en la ciudad de Lausana y final en la población de Villars-sur-Ollon. El recorrido constó de 5 etapas y un prólogo sobre una distancia total de 712,46 kilómetros.
La carrera formó parte del circuito UCI WorldTour 2022, calendario ciclístico de máximo nivel mundial, siendo la decimoctava carrera de dicho circuito y fue ganada por el ruso Aleksandr Vlasov del Bora-Hansgrohe. Completaron el podio, como segundo y tercer clasificado respectivamente, el suizo Gino Mäder del Bahrain Victorious y el alemán Simon Geschke del Cofidis.

## Equipos participantes
Tomaron parte en la carrera 20 equipos: 18 de categoría UCI WorldTeam, 1 UCI ProTeam invitado por la organización y la selección nacional de Suiza. Formaron así un pelotón de 137 ciclistas de los que acabaron 116. Los equipos participantes fueron:
| WorldTeams (18)- AG2R Citroën Team - Astana Qazaqstan Team - Bahrain Victorious - Bora-Hansgrohe - Cofidis - EF Education-EasyPost - Groupama-FDJ - Ineos Grenadiers - Intermarché-Wanty-Gobert Matériaux - Israel-Premier Tech - Jumbo-Visma - Lotto-Soudal - Movistar Team - Quick-Step Alpha Vinyl - BikeExchange-Jayco - Team DSM - Trek-Segafredo - UAE Team Emirates ProTeam- Equipo Kern Pharma Equipo nacional- Suiza |
| |

## Recorrido
El Tour de Romandía dispuso de seis etapas divididas en un Prólogo en la primera etapa, tres etapas de media montaña, una etapa de montaña, y una contrarreloj individual en la última etapa, para un recorrido total de 712,46 kilómetros y 12 578 metros de desnivel positivo.
| Etapa     | Fecha     | Recorrido                  | type             | Distancia (km) | Desnivel (m) | Ganador          | Líder            |
| --------- | --------- | -------------------------- | ---------------- | -------------- | ------------ | ---------------- | ---------------- |
| Prólogo   | 26 de abr | Lausana – Lausana          | prólogo          | 5,12           | 39 m         | Ethan Hayter     | Ethan Hayter     |
| 1.ª etapa | 27 de abr | La Grande Béroche – Romont | etapa escarpada  | 178            | 2729 m       | Dylan Teuns      | Rohan Dennis     |
| 2.ª etapa | 28 de abr | Echallens – Echallens      | etapa escarpada  | 168,2          | 2327 m       | Ethan Hayter     | Rohan Dennis     |
| 3.ª etapa | 29 de abr | Valbroye – Valbroye        | etapa escarpada  | 165,1          | 2441 m       | Patrick Bevin    | Rohan Dennis     |
| 4.ª etapa | 30 de abr | Aigle – Val d'Anniviers    | etapa de montaña | 180,1          | 4158 m       | Sergio Higuita   | Rohan Dennis     |
| 5.ª etapa | 1 de may  | Aigle – Villars-sur-Ollon  | cronoescalada    | 15,84          | 884 m        | Aleksandr Vlásov | Aleksandr Vlásov |

## Desarrollo de la carrera

### Prólogo
| Lausana - Lausana | prólogo | (5,12 km) |

| \| Clasificación de la etapa \| Clasificación de la etapa \| Clasificación de la etapa \| Clasificación de la etapa \| Clasificación de la etapa \| \| Ciclista \| Ciclista \| Equipo \| Tiempo \| \| \| ------------------------- \| ------------------------- \| ------------------------- \| ------------------------- \| ------------------------- \| \| 1.º \| Ethan Hayter \| Ineos Grenadiers \| 5 min 52 s \| \| \| 2.º \| Rohan Dennis \| Jumbo-Visma \| + 4 s \| \| \| 3.º \| Felix Großschartner \| Bora-Hansgrohe \| + 10 s \| \| \| 4.º \| Geraint Thomas \| Ineos Grenadiers \| + 10 s \| \| \| 5.º \| Maximilian Schachmann \| Bora-Hansgrohe \| + 13 s \| \| \| 6.º \| Matteo Sobrero \| BikeExchange-Jayco \| + 13 s \| \| \| 7.º \| Ethan Vernon \| Quick-Step Alpha Vinyl \| + 14 s \| \| \| 8.º \| Georg Steinhauser \| EF Education-EasyPost \| + 14 s \| \| \| 9.º \| Mauro Schmid \| Quick-Step Alpha Vinyl \| + 14 s \| \| \| 10.º \| Juan Ayuso \| UAE Team Emirates \| + 14 s \| \| |                       |                        |            |
| |                       |                        |            |
| Fuente: ProCyclingStats |                       |                        |            |
| Clasificación de la etapa |                       |                        |            |
| Ciclista | Ciclista              | Equipo                 | Tiempo     |
| 1.º | Ethan Hayter          | Ineos Grenadiers       | 5 min 52 s |
| 2.º | Rohan Dennis          | Jumbo-Visma            | + 4 s      |
| 3.º | Felix Großschartner   | Bora-Hansgrohe         | + 10 s     |
| 4.º | Geraint Thomas        | Ineos Grenadiers       | + 10 s     |
| 5.º | Maximilian Schachmann | Bora-Hansgrohe         | + 13 s     |
| 6.º | Matteo Sobrero        | BikeExchange-Jayco     | + 13 s     |
| 7.º | Ethan Vernon          | Quick-Step Alpha Vinyl | + 14 s     |
| 8.º | Georg Steinhauser     | EF Education-EasyPost  | + 14 s     |
| 9.º | Mauro Schmid          | Quick-Step Alpha Vinyl | + 14 s     |
| 10.º | Juan Ayuso            | UAE Team Emirates      | + 14 s     |

| \| Clasificación general \| Clasificación general \| Clasificación general \| Clasificación general \| Clasificación general \| \| Ciclista \| Ciclista \| Equipo \| Tiempo \| \| \| --------------------- \| --------------------- \| ---------------------- \| --------------------- \| --------------------- \| \| 1.º \| Ethan Hayter \| Ineos Grenadiers \| 5 min 52 s \| \| \| 2.º \| Rohan Dennis \| Jumbo-Visma \| + 4 s \| \| \| 3.º \| Felix Großschartner \| Bora-Hansgrohe \| + 10 s \| \| \| 4.º \| Geraint Thomas \| Ineos Grenadiers \| + 10 s \| \| \| 5.º \| Maximilian Schachmann \| Bora-Hansgrohe \| + 13 s \| \| \| 6.º \| Matteo Sobrero \| BikeExchange-Jayco \| + 13 s \| \| \| 7.º \| Ethan Vernon \| Quick-Step Alpha Vinyl \| + 14 s \| \| \| 8.º \| Georg Steinhauser \| EF Education-EasyPost \| + 14 s \| \| \| 9.º \| Mauro Schmid \| Quick-Step Alpha Vinyl \| + 14 s \| \| \| 10.º \| Juan Ayuso \| UAE Team Emirates \| + 14 s \| \| |                       |                        |            |
| |                       |                        |            |
| Fuente: ProCyclingStats |                       |                        |            |
| Clasificación general |                       |                        |            |
| Ciclista | Ciclista              | Equipo                 | Tiempo     |
| 1.º | Ethan Hayter          | Ineos Grenadiers       | 5 min 52 s |
| 2.º | Rohan Dennis          | Jumbo-Visma            | + 4 s      |
| 3.º | Felix Großschartner   | Bora-Hansgrohe         | + 10 s     |
| 4.º | Geraint Thomas        | Ineos Grenadiers       | + 10 s     |
| 5.º | Maximilian Schachmann | Bora-Hansgrohe         | + 13 s     |
| 6.º | Matteo Sobrero        | BikeExchange-Jayco     | + 13 s     |
| 7.º | Ethan Vernon          | Quick-Step Alpha Vinyl | + 14 s     |
| 8.º | Georg Steinhauser     | EF Education-EasyPost  | + 14 s     |
| 9.º | Mauro Schmid          | Quick-Step Alpha Vinyl | + 14 s     |
| 10.º | Juan Ayuso            | UAE Team Emirates      | + 14 s     |

### 1.ª etapa
| La Grande Béroche - Romont | etapa escarpada | (178 km) |

| \| Clasificación de la etapa \| Clasificación de la etapa \| Clasificación de la etapa \| Clasificación de la etapa \| Clasificación de la etapa \| \| Ciclista \| Ciclista \| Equipo \| Tiempo \| \| \| ------------------------- \| ------------------------- \| ---------------------------------- \| ------------------------- \| ------------------------- \| \| 1.º \| Dylan Teuns \| Bahrain Victorious \| 4 h 23 min 58 s \| \| \| 2.º \| Rohan Dennis \| Jumbo-Visma \| + 0 s \| \| \| 3.º \| Marc Hirschi \| UAE Team Emirates \| + 2 s \| \| \| 4.º \| Aleksandr Vlásov \| Bora-Hansgrohe \| + 2 s \| \| \| 5.º \| Quinten Hermans \| Intermarché-Wanty-Gobert Matériaux \| + 2 s \| \| \| 6.º \| Ben O'Connor \| AG2R Citroën Team \| + 4 s \| \| \| 7.º \| Damiano Caruso \| Bahrain Victorious \| + 4 s \| \| \| 8.º \| Juan Ayuso \| UAE Team Emirates \| + 4 s \| \| \| 9.º \| Steff Cras \| Lotto-Soudal \| + 4 s \| \| \| 10.º \| Mauro Schmid \| Quick-Step Alpha Vinyl \| + 4 s \| \| |                  |                                    |                 |
| |                  |                                    |                 |
| Fuente: ProCyclingStats |                  |                                    |                 |
| Clasificación de la etapa |                  |                                    |                 |
| Ciclista | Ciclista         | Equipo                             | Tiempo          |
| 1.º | Dylan Teuns      | Bahrain Victorious                 | 4 h 23 min 58 s |
| 2.º | Rohan Dennis     | Jumbo-Visma                        | + 0 s           |
| 3.º | Marc Hirschi     | UAE Team Emirates                  | + 2 s           |
| 4.º | Aleksandr Vlásov | Bora-Hansgrohe                     | + 2 s           |
| 5.º | Quinten Hermans  | Intermarché-Wanty-Gobert Matériaux | + 2 s           |
| 6.º | Ben O'Connor     | AG2R Citroën Team                  | + 4 s           |
| 7.º | Damiano Caruso   | Bahrain Victorious                 | + 4 s           |
| 8.º | Juan Ayuso       | UAE Team Emirates                  | + 4 s           |
| 9.º | Steff Cras       | Lotto-Soudal                       | + 4 s           |
| 10.º | Mauro Schmid     | Quick-Step Alpha Vinyl             | + 4 s           |

| \| Clasificación general \| Clasificación general \| Clasificación general \| Clasificación general \| Clasificación general \| \| Ciclista \| Ciclista \| Equipo \| Tiempo \| \| \| --------------------- \| --------------------- \| ---------------------- \| --------------------- \| --------------------- \| \| 1.º \| Rohan Dennis \| Jumbo-Visma \| 4 h 29 min 48 s \| \| \| 2.º \| Felix Großschartner \| Bora-Hansgrohe \| + 16 s \| \| \| 3.º \| Dylan Teuns \| Bahrain Victorious \| + 18 s \| \| \| 4.º \| Mauro Schmid \| Quick-Step Alpha Vinyl \| + 20 s \| \| \| 5.º \| Juan Ayuso \| UAE Team Emirates \| + 20 s \| \| \| 6.º \| Mikkel Honoré \| Quick-Step Alpha Vinyl \| + 20 s \| \| \| 7.º \| Patrick Bevin \| Israel-Premier Tech \| + 22 s \| \| \| 8.º \| Aleksandr Vlásov \| Bora-Hansgrohe \| + 23 s \| \| \| 9.º \| Brandon McNulty \| UAE Team Emirates \| + 23 s \| \| \| 10.º \| Marc Hirschi \| UAE Team Emirates \| + 24 s \| \| |                     |                        |                 |
| |                     |                        |                 |
| Fuente: ProCyclingStats |                     |                        |                 |
| Clasificación general |                     |                        |                 |
| Ciclista | Ciclista            | Equipo                 | Tiempo          |
| 1.º | Rohan Dennis        | Jumbo-Visma            | 4 h 29 min 48 s |
| 2.º | Felix Großschartner | Bora-Hansgrohe         | + 16 s          |
| 3.º | Dylan Teuns         | Bahrain Victorious     | + 18 s          |
| 4.º | Mauro Schmid        | Quick-Step Alpha Vinyl | + 20 s          |
| 5.º | Juan Ayuso          | UAE Team Emirates      | + 20 s          |
| 6.º | Mikkel Honoré       | Quick-Step Alpha Vinyl | + 20 s          |
| 7.º | Patrick Bevin       | Israel-Premier Tech    | + 22 s          |
| 8.º | Aleksandr Vlásov    | Bora-Hansgrohe         | + 23 s          |
| 9.º | Brandon McNulty     | UAE Team Emirates      | + 23 s          |
| 10.º | Marc Hirschi        | UAE Team Emirates      | + 24 s          |

### 2.ª etapa
| Echallens - Echallens | etapa escarpada | (168,2 km) |

| \| Clasificación de la etapa \| Clasificación de la etapa \| Clasificación de la etapa \| Clasificación de la etapa \| Clasificación de la etapa \| \| Ciclista \| Ciclista \| Equipo \| Tiempo \| \| \| ------------------------- \| ------------------------- \| ---------------------------------- \| ------------------------- \| ------------------------- \| \| 1.º \| Ethan Hayter \| Ineos Grenadiers \| 4 h 04 min 55 s \| \| \| 2.º \| Jon Aberasturi \| Trek-Segafredo \| + 0 s \| \| \| 3.º \| Fernando Gaviria \| UAE Team Emirates \| + 0 s \| \| \| 4.º \| Aleksandr Vlásov \| Bora-Hansgrohe \| + 0 s \| \| \| 5.º \| Sean Quinn \| EF Education-EasyPost \| + 0 s \| \| \| 6.º \| Quinten Hermans \| Intermarché-Wanty-Gobert Matériaux \| + 0 s \| \| \| 7.º \| Nikias Arndt \| Team DSM \| + 0 s \| \| \| 8.º \| Ben O'Connor \| AG2R Citroën Team \| + 0 s \| \| \| 9.º \| Felix Großschartner \| Bora-Hansgrohe \| + 0 s \| \| \| 10.º \| Steven Kruijswijk \| Jumbo-Visma \| + 0 s \| \| |                     |                                    |                 |
| |                     |                                    |                 |
| Fuente: ProCyclingStats |                     |                                    |                 |
| Clasificación de la etapa |                     |                                    |                 |
| Ciclista | Ciclista            | Equipo                             | Tiempo          |
| 1.º | Ethan Hayter        | Ineos Grenadiers                   | 4 h 04 min 55 s |
| 2.º | Jon Aberasturi      | Trek-Segafredo                     | + 0 s           |
| 3.º | Fernando Gaviria    | UAE Team Emirates                  | + 0 s           |
| 4.º | Aleksandr Vlásov    | Bora-Hansgrohe                     | + 0 s           |
| 5.º | Sean Quinn          | EF Education-EasyPost              | + 0 s           |
| 6.º | Quinten Hermans     | Intermarché-Wanty-Gobert Matériaux | + 0 s           |
| 7.º | Nikias Arndt        | Team DSM                           | + 0 s           |
| 8.º | Ben O'Connor        | AG2R Citroën Team                  | + 0 s           |
| 9.º | Felix Großschartner | Bora-Hansgrohe                     | + 0 s           |
| 10.º | Steven Kruijswijk   | Jumbo-Visma                        | + 0 s           |

| \| Clasificación general \| Clasificación general \| Clasificación general \| Clasificación general \| Clasificación general \| \| Ciclista \| Ciclista \| Equipo \| Tiempo \| \| \| --------------------- \| --------------------- \| ---------------------- \| --------------------- \| --------------------- \| \| 1.º \| Rohan Dennis \| Jumbo-Visma \| 8 h 34 min 43 s \| \| \| 2.º \| Felix Großschartner \| Bora-Hansgrohe \| + 14 s \| \| \| 3.º \| Mauro Schmid \| Quick-Step Alpha Vinyl \| + 18 s \| \| \| 4.º \| Dylan Teuns \| Bahrain Victorious \| + 18 s \| \| \| 5.º \| Juan Ayuso \| UAE Team Emirates \| + 18 s \| \| \| 6.º \| Mikkel Honoré \| Quick-Step Alpha Vinyl \| + 18 s \| \| \| 7.º \| Patrick Bevin \| Israel-Premier Tech \| + 20 s \| \| \| 8.º \| Brandon McNulty \| UAE Team Emirates \| + 21 s \| \| \| 9.º \| Aleksandr Vlásov \| Bora-Hansgrohe \| + 23 s \| \| \| 10.º \| Marc Hirschi \| UAE Team Emirates \| + 24 s \| \| |                     |                        |                 |
| |                     |                        |                 |
| Fuente: ProCyclingStats |                     |                        |                 |
| Clasificación general |                     |                        |                 |
| Ciclista | Ciclista            | Equipo                 | Tiempo          |
| 1.º | Rohan Dennis        | Jumbo-Visma            | 8 h 34 min 43 s |
| 2.º | Felix Großschartner | Bora-Hansgrohe         | + 14 s          |
| 3.º | Mauro Schmid        | Quick-Step Alpha Vinyl | + 18 s          |
| 4.º | Dylan Teuns         | Bahrain Victorious     | + 18 s          |
| 5.º | Juan Ayuso          | UAE Team Emirates      | + 18 s          |
| 6.º | Mikkel Honoré       | Quick-Step Alpha Vinyl | + 18 s          |
| 7.º | Patrick Bevin       | Israel-Premier Tech    | + 20 s          |
| 8.º | Brandon McNulty     | UAE Team Emirates      | + 21 s          |
| 9.º | Aleksandr Vlásov    | Bora-Hansgrohe         | + 23 s          |
| 10.º | Marc Hirschi        | UAE Team Emirates      | + 24 s          |

### 3.ª etapa
| Valbroye - Valbroye | etapa escarpada | (165,1 km) |

| \| Clasificación de la etapa \| Clasificación de la etapa \| Clasificación de la etapa \| Clasificación de la etapa \| Clasificación de la etapa \| \| Ciclista \| Ciclista \| Equipo \| Tiempo \| \| \| ------------------------- \| ------------------------- \| ---------------------------------- \| ------------------------- \| ------------------------- \| \| 1.º \| Patrick Bevin \| Israel-Premier Tech \| 3 h 53 min 27 s \| \| \| 2.º \| Ethan Hayter \| Ineos Grenadiers \| + 0 s \| \| \| 3.º \| Rohan Dennis \| Jumbo-Visma \| + 0 s \| \| \| 4.º \| Dion Smith \| BikeExchange-Jayco \| + 0 s \| \| \| 5.º \| Quinten Hermans \| Intermarché-Wanty-Gobert Matériaux \| + 0 s \| \| \| 6.º \| Damiano Caruso \| Bahrain Victorious \| + 0 s \| \| \| 7.º \| Finn Fisher-Black \| UAE Team Emirates \| + 0 s \| \| \| 8.º \| Felix Großschartner \| Bora-Hansgrohe \| + 0 s \| \| \| 9.º \| Nikias Arndt \| Team DSM \| + 0 s \| \| \| 10.º \| Mikkel Honoré \| Quick-Step Alpha Vinyl \| + 0 s \| \| |                     |                                    |                 |
| |                     |                                    |                 |
| Fuente: ProCyclingStats |                     |                                    |                 |
| Clasificación de la etapa |                     |                                    |                 |
| Ciclista | Ciclista            | Equipo                             | Tiempo          |
| 1.º | Patrick Bevin       | Israel-Premier Tech                | 3 h 53 min 27 s |
| 2.º | Ethan Hayter        | Ineos Grenadiers                   | + 0 s           |
| 3.º | Rohan Dennis        | Jumbo-Visma                        | + 0 s           |
| 4.º | Dion Smith          | BikeExchange-Jayco                 | + 0 s           |
| 5.º | Quinten Hermans     | Intermarché-Wanty-Gobert Matériaux | + 0 s           |
| 6.º | Damiano Caruso      | Bahrain Victorious                 | + 0 s           |
| 7.º | Finn Fisher-Black   | UAE Team Emirates                  | + 0 s           |
| 8.º | Felix Großschartner | Bora-Hansgrohe                     | + 0 s           |
| 9.º | Nikias Arndt        | Team DSM                           | + 0 s           |
| 10.º | Mikkel Honoré       | Quick-Step Alpha Vinyl             | + 0 s           |

| \| Clasificación general \| Clasificación general \| Clasificación general \| Clasificación general \| Clasificación general \| \| Ciclista \| Ciclista \| Equipo \| Tiempo \| \| \| --------------------- \| --------------------- \| ---------------------- \| --------------------- \| --------------------- \| \| 1.º \| Rohan Dennis \| Jumbo-Visma \| 12 h 28 min 06 s \| \| \| 2.º \| Patrick Bevin \| Israel-Premier Tech \| + 14 s \| \| \| 3.º \| Felix Großschartner \| Bora-Hansgrohe \| + 18 s \| \| \| 4.º \| Mauro Schmid \| Quick-Step Alpha Vinyl \| + 22 s \| \| \| 5.º \| Dylan Teuns \| Bahrain Victorious \| + 22 s \| \| \| 6.º \| Juan Ayuso \| UAE Team Emirates \| + 22 s \| \| \| 7.º \| Mikkel Honoré \| Quick-Step Alpha Vinyl \| + 22 s \| \| \| 8.º \| Brandon McNulty \| UAE Team Emirates \| + 25 s \| \| \| 9.º \| Aleksandr Vlásov \| Bora-Hansgrohe \| + 27 s \| \| \| 10.º \| Marc Hirschi \| UAE Team Emirates \| + 28 s \| \| |                     |                        |                  |
| |                     |                        |                  |
| Fuente: ProCyclingStats |                     |                        |                  |
| Clasificación general |                     |                        |                  |
| Ciclista | Ciclista            | Equipo                 | Tiempo           |
| 1.º | Rohan Dennis        | Jumbo-Visma            | 12 h 28 min 06 s |
| 2.º | Patrick Bevin       | Israel-Premier Tech    | + 14 s           |
| 3.º | Felix Großschartner | Bora-Hansgrohe         | + 18 s           |
| 4.º | Mauro Schmid        | Quick-Step Alpha Vinyl | + 22 s           |
| 5.º | Dylan Teuns         | Bahrain Victorious     | + 22 s           |
| 6.º | Juan Ayuso          | UAE Team Emirates      | + 22 s           |
| 7.º | Mikkel Honoré       | Quick-Step Alpha Vinyl | + 22 s           |
| 8.º | Brandon McNulty     | UAE Team Emirates      | + 25 s           |
| 9.º | Aleksandr Vlásov    | Bora-Hansgrohe         | + 27 s           |
| 10.º | Marc Hirschi        | UAE Team Emirates      | + 28 s           |

### 4.ª etapa
| Aigle - Val d'Anniviers | etapa de montaña | (180,1 km) |

| \| Clasificación de la etapa \| Clasificación de la etapa \| Clasificación de la etapa \| Clasificación de la etapa \| Clasificación de la etapa \| \| Ciclista \| Ciclista \| Equipo \| Tiempo \| \| \| ------------------------- \| ------------------------- \| ------------------------- \| ------------------------- \| ------------------------- \| \| 1.º \| Sergio Higuita \| Bora-Hansgrohe \| 4 h 58 min 52 s \| \| \| 2.º \| Aleksandr Vlásov \| Bora-Hansgrohe \| + 0 s \| \| \| 3.º \| Juan Ayuso \| UAE Team Emirates \| + 0 s \| \| \| 4.º \| Ben O'Connor \| AG2R Citroën Team \| + 0 s \| \| \| 5.º \| Thibaut Pinot \| Groupama-FDJ \| + 0 s \| \| \| 6.º \| Michael Woods \| Israel-Premier Tech \| + 0 s \| \| \| 7.º \| Gino Mäder \| Bahrain Victorious \| + 0 s \| \| \| 8.º \| Sébastien Reichenbach \| Groupama-FDJ \| + 0 s \| \| \| 9.º \| Simon Geschke \| Cofidis \| + 0 s \| \| \| 10.º \| Carlos Verona \| Movistar Team \| + 0 s \| \| |                       |                     |                 |
| |                       |                     |                 |
| Fuente: ProCyclingStats |                       |                     |                 |
| Clasificación de la etapa |                       |                     |                 |
| Ciclista | Ciclista              | Equipo              | Tiempo          |
| 1.º | Sergio Higuita        | Bora-Hansgrohe      | 4 h 58 min 52 s |
| 2.º | Aleksandr Vlásov      | Bora-Hansgrohe      | + 0 s           |
| 3.º | Juan Ayuso            | UAE Team Emirates   | + 0 s           |
| 4.º | Ben O'Connor          | AG2R Citroën Team   | + 0 s           |
| 5.º | Thibaut Pinot         | Groupama-FDJ        | + 0 s           |
| 6.º | Michael Woods         | Israel-Premier Tech | + 0 s           |
| 7.º | Gino Mäder            | Bahrain Victorious  | + 0 s           |
| 8.º | Sébastien Reichenbach | Groupama-FDJ        | + 0 s           |
| 9.º | Simon Geschke         | Cofidis             | + 0 s           |
| 10.º | Carlos Verona         | Movistar Team       | + 0 s           |

| \| Clasificación general \| Clasificación general \| Clasificación general \| Clasificación general \| Clasificación general \| \| Ciclista \| Ciclista \| Equipo \| Tiempo \| \| \| --------------------- \| --------------------- \| --------------------- \| --------------------- \| --------------------- \| \| 1.º \| Rohan Dennis \| Jumbo-Visma \| 17 h 27 min 01 s \| \| \| 2.º \| Juan Ayuso \| UAE Team Emirates \| + 15 s \| \| \| 3.º \| Aleksandr Vlásov \| Bora-Hansgrohe \| + 18 s \| \| \| 4.º \| Ben O'Connor \| AG2R Citroën Team \| + 25 s \| \| \| 5.º \| Lucas Plapp \| Ineos Grenadiers \| + 30 s \| \| \| 6.º \| Gino Mäder \| Bahrain Victorious \| + 32 s \| \| \| 7.º \| Sébastien Reichenbach \| Groupama-FDJ \| + 37 s \| \| \| 8.º \| Neilson Powless \| EF Education-EasyPost \| + 41 s \| \| \| 9.º \| Simon Geschke \| Cofidis \| + 42 s \| \| \| 10.º \| Steff Cras \| Lotto-Soudal \| + 45 s \| \| |                       |                       |                  |
| |                       |                       |                  |
| Fuente: ProCyclingStats |                       |                       |                  |
| Clasificación general |                       |                       |                  |
| Ciclista | Ciclista              | Equipo                | Tiempo           |
| 1.º | Rohan Dennis          | Jumbo-Visma           | 17 h 27 min 01 s |
| 2.º | Juan Ayuso            | UAE Team Emirates     | + 15 s           |
| 3.º | Aleksandr Vlásov      | Bora-Hansgrohe        | + 18 s           |
| 4.º | Ben O'Connor          | AG2R Citroën Team     | + 25 s           |
| 5.º | Lucas Plapp           | Ineos Grenadiers      | + 30 s           |
| 6.º | Gino Mäder            | Bahrain Victorious    | + 32 s           |
| 7.º | Sébastien Reichenbach | Groupama-FDJ          | + 37 s           |
| 8.º | Neilson Powless       | EF Education-EasyPost | + 41 s           |
| 9.º | Simon Geschke         | Cofidis               | + 42 s           |
| 10.º | Steff Cras            | Lotto-Soudal          | + 45 s           |

### 5.ª etapa
| Aigle - Villars-sur-Ollon | cronoescalada | (15,84 km) |

| \| Clasificación de la etapa \| Clasificación de la etapa \| Clasificación de la etapa \| Clasificación de la etapa \| Clasificación de la etapa \| \| Ciclista \| Ciclista \| Equipo \| Tiempo \| \| \| ------------------------- \| ------------------------- \| ---------------------------------- \| ------------------------- \| ------------------------- \| \| 1.º \| Aleksandr Vlásov \| Bora-Hansgrohe \| 33 min 40 s \| \| \| 2.º \| Simon Geschke \| Cofidis \| + 31 s \| \| \| 3.º \| Gino Mäder \| Bahrain Victorious \| + 36 s \| \| \| 4.º \| Damiano Caruso \| Bahrain Victorious \| + 1 min 04 s \| \| \| 5.º \| Steven Kruijswijk \| Jumbo-Visma \| + 1 min 05 s \| \| \| 6.º \| Thibaut Pinot \| Groupama-FDJ \| + 1 min 07 s \| \| \| 7.º \| Rein Taaramäe \| Intermarché-Wanty-Gobert Matériaux \| + 1 min 25 s \| \| \| 8.º \| Juan Ayuso \| UAE Team Emirates \| + 1 min 25 s \| \| \| 9.º \| Sepp Kuss \| Jumbo-Visma \| + 1 min 26 s \| \| \| 10.º \| Ben O'Connor \| AG2R Citroën Team \| + 1 min 40 s \| \| |                   |                                    |              |
| |                   |                                    |              |
| Fuente: ProCyclingStats |                   |                                    |              |
| Clasificación de la etapa |                   |                                    |              |
| Ciclista | Ciclista          | Equipo                             | Tiempo       |
| 1.º | Aleksandr Vlásov  | Bora-Hansgrohe                     | 33 min 40 s  |
| 2.º | Simon Geschke     | Cofidis                            | + 31 s       |
| 3.º | Gino Mäder        | Bahrain Victorious                 | + 36 s       |
| 4.º | Damiano Caruso    | Bahrain Victorious                 | + 1 min 04 s |
| 5.º | Steven Kruijswijk | Jumbo-Visma                        | + 1 min 05 s |
| 6.º | Thibaut Pinot     | Groupama-FDJ                       | + 1 min 07 s |
| 7.º | Rein Taaramäe     | Intermarché-Wanty-Gobert Matériaux | + 1 min 25 s |
| 8.º | Juan Ayuso        | UAE Team Emirates                  | + 1 min 25 s |
| 9.º | Sepp Kuss         | Jumbo-Visma                        | + 1 min 26 s |
| 10.º | Ben O'Connor      | AG2R Citroën Team                  | + 1 min 40 s |

## Clasificaciones finales
- Las clasificaciones finalizaron de la siguiente forma:[4]

### Clasificación general
| \| Clasificación general \| Clasificación general \| Clasificación general \| Clasificación general \| Clasificación general \| \| Ciclista \| Ciclista \| Equipo \| Tiempo \| \| \| --------------------- \| --------------------- \| --------------------- \| --------------------- \| --------------------- \| \| 1.º \| Aleksandr Vlásov \| Bora-Hansgrohe \| 18 h 00 min 59 s \| \| \| 2.º \| Gino Mäder \| Bahrain Victorious \| + 50 s \| \| \| 3.º \| Simon Geschke \| Cofidis \| + 55 s \| \| \| 4.º \| Juan Ayuso \| UAE Team Emirates \| + 1 min 22 s \| \| \| 5.º \| Ben O'Connor \| AG2R Citroën Team \| + 1 min 47 s \| \| \| 6.º \| Damiano Caruso \| Bahrain Victorious \| + 1 min 51 s \| \| \| 7.º \| Steven Kruijswijk \| Jumbo-Visma \| + 1 min 52 s \| \| \| 8.º \| Rohan Dennis \| Jumbo-Visma \| + 1 min 54 s \| \| \| 9.º \| Lucas Plapp \| Ineos Grenadiers \| + 2 min 08 s \| \| \| 10.º \| Einer Rubio \| Movistar Team \| + 2 min 13 s \| \| |                   |                    |                  |
| |                   |                    |                  |
| Fuente: ProCyclingStats |                   |                    |                  |
| Clasificación general |                   |                    |                  |
| Ciclista | Ciclista          | Equipo             | Tiempo           |
| 1.º | Aleksandr Vlásov  | Bora-Hansgrohe     | 18 h 00 min 59 s |
| 2.º | Gino Mäder        | Bahrain Victorious | + 50 s           |
| 3.º | Simon Geschke     | Cofidis            | + 55 s           |
| 4.º | Juan Ayuso        | UAE Team Emirates  | + 1 min 22 s     |
| 5.º | Ben O'Connor      | AG2R Citroën Team  | + 1 min 47 s     |
| 6.º | Damiano Caruso    | Bahrain Victorious | + 1 min 51 s     |
| 7.º | Steven Kruijswijk | Jumbo-Visma        | + 1 min 52 s     |
| 8.º | Rohan Dennis      | Jumbo-Visma        | + 1 min 54 s     |
| 9.º | Lucas Plapp       | Ineos Grenadiers   | + 2 min 08 s     |
| 10.º | Einer Rubio       | Movistar Team      | + 2 min 13 s     |

### Clasificación de los puntos
| Clasificación por puntos | Clasificación por puntos | Clasificación por puntos           | Clasificación por puntos | Clasificación por puntos |
| Ciclista                 | Ciclista                 | Equipo                             | Puntos                   |                          |
| ------------------------ | ------------------------ | ---------------------------------- | ------------------------ | ------------------------ |
| 1.º                      | Ethan Hayter             | Ineos Grenadiers                   | 110 pts                  |                          |
| 2.º                      | Aleksandr Vlásov         | Bora-Hansgrohe                     | 96 pts                   |                          |
| 3.º                      | Rohan Dennis             | Jumbo-Visma                        | 81 pts                   |                          |
| 4.º                      | Quinten Hermans          | Intermarché-Wanty-Gobert Matériaux | 61 pts                   |                          |
| 5.º                      | Patrick Bevin            | Israel-Premier Tech                | 55 pts                   |                          |
| 6.º                      | Dylan Teuns              | Bahrain Victorious                 | 50 pts                   |                          |
| 7.º                      | Toms Skujiņš             | Trek-Segafredo                     | 50 pts                   |                          |
| 8.º                      | Juan Ayuso               | UAE Team Emirates                  | 50 pts                   |                          |
| 9.º                      | Ben O'Connor             | AG2R Citroën Team                  | 50 pts                   |                          |
| 10.º                     | Damiano Caruso           | Bahrain Victorious                 | 45 pts                   |                          |

### Clasificación de la montaña
| Clasificación de la montaña | Clasificación de la montaña  | Clasificación de la montaña | Clasificación de la montaña | Clasificación de la montaña |
| Ciclista                    | Ciclista                     | Equipo                      | Puntos                      |                             |
| --------------------------- | ---------------------------- | --------------------------- | --------------------------- | --------------------------- |
| 1.º                         | Toms Skujiņš                 | Trek-Segafredo              | 49 pts                      |                             |
| 2.º                         | James Knox                   | Quick-Step Alpha Vinyl      | 34 pts                      |                             |
| 3.º                         | Krists Neilands              | Israel-Premier Tech         | 20 pts                      |                             |
| 4.º                         | Nils Brun                    | Suiza                       | 17 pts                      |                             |
| 5.º                         | Óscar Rodríguez Garaicoechea | Movistar Team               | 16 pts                      |                             |
| 6.º                         | Thomas Champion              | Cofidis                     | 15 pts                      |                             |
| 7.º                         | Ion Izagirre                 | Cofidis                     | 15 pts                      |                             |
| 8.º                         | Einer Rubio                  | Movistar Team               | 12 pts                      |                             |
| 9.º                         | Antoine Debons               | Suiza                       | 11 pts                      |                             |
| 10.º                        | Andrey Amador                | Ineos Grenadiers            | 10 pts                      |                             |

### Clasificación de los jóvenes
| Clasificación del mejor joven | Clasificación del mejor joven | Clasificación del mejor joven | Clasificación del mejor joven | Clasificación del mejor joven |
| Ciclista                      | Ciclista                      | Equipo                        | Tiempo                        |                               |
| ----------------------------- | ----------------------------- | ----------------------------- | ----------------------------- | ----------------------------- |
| 1.º                           | Juan Ayuso                    | UAE Team Emirates             | 18 h 02 min 21 s              |                               |
| 2.º                           | Lucas Plapp                   | Ineos Grenadiers              | + 46 s                        |                               |
| 3.º                           | Einer Rubio                   | Movistar Team                 | + 51 s                        |                               |
| 4.º                           | Sean Quinn                    | EF Education-EasyPost         | + 2 min 06 s                  |                               |
| 5.º                           | Marc Hirschi                  | UAE Team Emirates             | + 3 min 04 s                  |                               |
| 6.º                           | Mauro Schmid                  | Quick-Step Alpha Vinyl        | + 3 min 22 s                  |                               |
| 7.º                           | Finn Fisher-Black             | UAE Team Emirates             | + 3 min 56 s                  |                               |
| 8.º                           | Andreas Leknessund            | Team DSM                      | + 5 min 43 s                  |                               |
| 9.º                           | Abner González                | Movistar Team                 | + 5 min 44 s                  |                               |
| 10.º                          | Ben Healy                     | EF Education-EasyPost         | + 12 min 30 s                 |                               |

### Clasificación por equipos
| Clasificación por equipos | Clasificación por equipos | Clasificación por equipos | Clasificación por equipos |
| Equipo                    | Equipo                    | Tiempo                    |                           |
| ------------------------- | ------------------------- | ------------------------- | ------------------------- |
| 1.º                       | Jumbo-Visma               | 54 h 09 min 15 s          |                           |
| 2.º                       | Bahrain Victorious        | + 2 min 14 s              |                           |
| 3.º                       | Groupama-FDJ              | + 2 min 20 s              |                           |
| 4.º                       | Movistar Team             | + 2 min 26 s              |                           |
| 5.º                       | Bora-Hansgrohe            | + 3 min 30 s              |                           |

## Evolución de las clasificaciones
| Etapa                   |                         | Ganador _        | Clasificación general | Puntos       | Montaña         | Jóvenes      | Combatividad   | Equipo            |
| ----------------------- | ----------------------- | ---------------- | --------------------- | ------------ | --------------- | ------------ | -------------- | ----------------- |
| Prólogo                 | prólogo                 | Ethan Hayter     | Ethan Hayter          | Ethan Hayter | no otorgado     | Ethan Hayter | no otorgado    | Ineos Grenadiers  |
| 1.ª etapa               | etapa escarpada         | Dylan Teuns      | Rohan Dennis          | Rohan Dennis | Thomas Champion | Mauro Schmid | Antoine Debons | UAE Team Emirates |
| 2.ª etapa               | etapa escarpada         | Ethan Hayter     | Rohan Dennis          | Ethan Hayter | Thomas Champion | Mauro Schmid | Nils Brun      | UAE Team Emirates |
| 3.ª etapa               | etapa escarpada         | Patrick Bevin    | Rohan Dennis          | Ethan Hayter | Krists Neilands | Mauro Schmid | Nans Peters    | UAE Team Emirates |
| 4.ª etapa               | etapa de montaña        | Sergio Higuita   | Rohan Dennis          | Ethan Hayter | Toms Skujiņš    | Juan Ayuso   | Ion Izagirre   | Groupama-FDJ      |
| 5.ª etapa               | cronoescalada           | Aleksandr Vlásov | Aleksandr Vlásov      | Ethan Hayter | Toms Skujiņš    | Juan Ayuso   | Nils Brun      | Jumbo-Visma       |
| Clasificaciones finales | Clasificaciones finales |                  | Aleksandr Vlásov      | Ethan Hayter | Toms Skujiņš    | Juan Ayuso   | no otorgado    | Jumbo-Visma       |

## Ciclistas participantes y posiciones finales
Convenciones:
- AB-N: Abandono en la etapa "N"
- FLT-N: Retiro por arribo fuera del límite de tiempo en la etapa "N"
- NTS-N: No tomó la salida para la etapa "N"
- DES-N: Descalificado o expulsado en la etapa "N"

## UCI World Ranking
El Tour de Romandía otorgó puntos para el UCI World Ranking para corredores de los equipos en las categorías UCI WorldTeam, UCI ProTeam y Continental. Las siguientes tablas son el baremo de puntuación y los diez corredores que obtuvieron más puntos:
| Posición              | 1.º | 2.º | 3.º | 4.º | 5.º | 6.º | 7.º | 8.º | 9.º | 10.º | 11.º | 12.º | 13.º | 14.º | 15.º | 16.º-20.º | 21.º-30.º | 31.º-50.º | 51.º-55.º | 56.º-60.º |
| Clasificación general | 500 | 400 | 325 | 275 | 225 | 175 | 150 | 125 | 100 | 85   | 70   | 60   | 50   | 40   | 35   | 30        | 20        | 10        | 5         | 3         |
| Por etapa             | 60  | 25  | 10  |     |     |     |     |     |     |      |      |      |      |      |      |           |           |           |           |           |
| Líder                 | 10  |     |     |     |     |     |     |     |     |      |      |      |      |      |      |           |           |           |           |           |

| Clasificación |                   |                    |         |       |       |       |
| Posición      | Ciclista          | Equipo             | General | Etapa | Líder | Total |
| ------------- | ----------------- | ------------------ | ------- | ----- | ----- | ----- |
| 1.º           | Aleksandr Vlasov  | Bora-Hansgrohe     | 500     | 85    | -     | 585   |
| 2.º           | Gino Mäder        | Bahrain Victorious | 400     | 10    | -     | 410   |
| 3.º           | Simon Geschke     | Cofidis            | 325     | 25    | -     | 350   |
| 4.º           | Juan Ayuso        | UAE Emirates       | 275     | 10    | -     | 285   |
| 5.º           | Ben O'Connor      | AG2R Citroën       | 225     | -     | -     | 225   |
| 6.º           | Rohan Dennis      | Jumbo-Visma        | 125     | 60    | 40    | 225   |
| 7.º           | Damiano Caruso    | Bahrain Victorious | 175     | -     | -     | 175   |
| 8.º           | Ethan Hayter      | INEOS Grenadiers   | -       | 145   | 10    | 155   |
| 9.º           | Steven Kruijswijk | Jumbo-Visma        | 150     | -     | -     | 150   |
| 10.º          | Luke Plapp        | INEOS Grenadiers   | 100     | -     | -     | 100   |